# Etelardo del Wessex
Etelardo (... – 740) fu sovrano del Wessex (regno anglosassone dell'Inghilterra altomedievale). Una fonte discutibile afferma che il suo predecessore, Ine, sarebbe stato suo cognato. Comunque i suoi antenati sono sconosciuti.
Quando Ine abdicò e si recò a Roma nel 726 non lasciò indicazioni certe sul suo successore. Secondo san Beda il Venerabile si limitò a lasciare il regno "a un giovane uomo". Nacque così una disputa per il trono tra Etelardo e Osvaldo, che potrebbe essere stato l'erede più accreditato in quanto, stando alla Cronaca anglosassone, sarebbe stato discendente di re Ceawlin. Fu però Etelardo a prevalere. È probabile che ottenne il trono grazie all'appoggio di Ethelbald di Mercia e infatti sembra essere stato soggetto a Ethelbald. Ma questo ipotetico stato di sottomissione, non impedì a Ethelbald di togliere molti territori al Wessex nel 733.